# 長崎県立佐世保高等技術専門校
長崎県立佐世保高等技術専門校（ながさきけんりつ させぼこうとうぎじゅつせんもんこう, Sasebo Advanced Technical College）は、長崎県北松浦郡佐々町小浦免にある県立の若年者向け職業能力開発校。

## 概要
歴史
1946年（昭和21年）に開設された「佐世保塗装工補導所」を前身とする。2011年（平成23年）に創立65周年を迎えた。
入学資格
高等学校卒業者またはそれと同等の学力を有し、選考試験に合格した者。
設置課程・学科
2年課程（2学科）
- 電気システム科
- 自動車整備科

1年課程（5学科）
- OAビジネス科
- 建築設計施工科
- 機械技術科
- 溶接技術科
- 塗装技術科

## 沿革
旧・佐世保高等技術専門校
- 1946年（昭和21年）10月 - 塗装を指導科目として、佐世保市白岳町447番地に「佐世保塗装工補導所」が発足。
- 1947年（昭和22年）10月 - 「佐世保建築工補導所」に改称。
- 1948年（昭和23年）3月 - 「佐世保公共職業補導所」に改称。
- 1951年（昭和26年）3月 - 庁舎を佐世保市島地町108番地に移転。
- 1952年（昭和27年）3月 - 佐世保市干尽[1]町3番地3を旧軍港転換法により、無償譲与を受けて移転し本所とする。島地町を分所とする。
- 1958年（昭和33年）7月 - 「長崎県立佐世保職業訓練所」に改称。
- 1961年（昭和36年）4月1日 - 長崎県組織規則の改正により係制を廃止し、総務課・指導課の課制を実施。
- 1962年（昭和37年）4月 - 実習棟2棟が佐世保市沖新町32番地に完成。
- 1963年（昭和38年）4月 - 本館が完成。
- 1965年（昭和40年）4月1日 - 指導課が指導第一課、指導第二課の2課体制となる。
- 1967年（昭和42年）5月 - 佐世保市沖新町28番地に寮が完成し、移転。
- 1968年（昭和43年）4月1日 - 指導課が指導第一課、指導第二課、指導第三課の3課体制となる。
- 1969年（昭和44年）10月 - 職業訓練法の改正により、「長崎県立佐世保専修職業訓練校」と改称。
- 1972年（昭和47年）3月 - 新館が完成し、佐世保市天神3丁目2706番地1に寮を新築し移転。「夕映寮」と命名。
- 1974年（昭和49年）4月1日 - 高等二類移行により、「長崎県立佐世保高等職業訓練校」に改称。
- 1994年（平成6年）4月1日 - 訓練課程（1科を除き高卒普通課程）の変更に伴い、「長崎県立佐世保高等技術専門校」に改称。
- 1997年（平成9年）3月31日 - ブロック建築科を廃止。
- 1998年（平成10年）4月 - 干尽校舎（OA事務科）を沖新町に移転。
- 2001年（平成13年）3月31日 - コンピュータ制御科を廃止。
- 2003年（平成15年）4月1日 - 長崎県立北松高等技術専門校と統合される。

旧・北松高等技術専門校
- 1960年（昭和35年）3月 - 「長崎県立江迎職業訓練所」が設置される。
  - 昼間課程（自動車整備科・溶接工科・電工科）、夜間課程（2・3輪整備工科・溶接工科）を設置。
- 1962年（昭和37年）
  - 4月1日 - 「長崎県立北松職業訓練所」に改称。
  - 10月 - 電気工事士養成施設に指定される。
- 1964年（昭和39年）
  - 1月 - 自動車分解整備事業認証を受ける。
  - 4月 - 板金工科を新設。
- 1969年（昭和44年）10月1日 - 「長崎県立北松専修職業訓練校」に改称。
- 1973年（昭和48年）7月 - ガス溶接技能教習機関に指定される。普通訓練課程に電気工事科、専修訓練課程に溶接科・板金科・自動車整備科を設置。
- 1991年（平成3年）3月31日 - 溶接科を廃止。
- 1994年（平成4年）
  - 3月31日 - 電気工事科を廃止。
  - 4月1日 - 「長崎県立北松高等技術専門校」に改称。
- 2003年（平成15年）3月31日 - 長崎県立佐世保高等技術専門校との統合により閉校。
  - 最終所在地 - 長崎県北松浦郡鹿町町深江潟免139番10号（北緯33度18分30.3秒 東経129度37分33.2秒 / 北緯33.308417度 東経129.625889度）

統合・佐世保高等技術専門校
- 2003年（平成15年）4月1日 - 佐世保高等技術専門校と北松高等技術専門校が統合され（新）「長崎県立佐世保高等技術専門校」が開校。
  - 庁舎を佐々町小浦免（現在地）に新築し移転を完了。 電気工事科、自動車整備科を2年課程に変更。
- 2005年（平成17年）1月 - 清掃実務科（知的障害者能力開発推進モデル事業・知的障害者能力開発事業）を佐世保市干尽町3-3に設置。
- 2009年（平成21年）3月31日 - 清掃実務科を廃止。

## 施設
- 実習棟
- 多目的実習棟
- 管理棟・教室
- 学生寮「光友寮」
- 学生ホール（食堂）
- グラウンド、駐輪場、駐車場

## 行事
3学期制
1学期
- 4月 - 入校式、始業日、オリエンテーション、朝礼指導、体操指導、健康診断、避難防火訓練
- 5月 - 普通救命講習、訓練生募集説明会
- 6月 - ヤング講座、労働安全講話、交通安全講話、全国安全週間準備月間
- 7月 - 校内安全パトロール、一日体験入校、終業日、全国安全週間
- 8月 - 夏季休暇

2学期
- 8月 - 始業日
- 9月 - オープンキャンパス、全国労働衛生週間準備月間
- 10月 - 推薦選考試験、健康診断、一般入校選考試験、全国労働衛生週間
- 11月 - みんなの技能のひろば、人権講話、職業能力開発促進月間
- 12月 - 第1回追加選考試験、終業日、冬季休暇、人権週間

3学期
- 1月 - 始業日、第2回追加選考試験
- 2月 - 学科技能照査、実技技能照査
- 3月 - 職業指導、修了式、終業日

## 交通アクセス
最寄りの鉄道駅
- 松浦鉄道（MR）西九州線 「小浦駅」

最寄りのバス停
- 西肥自動車（西肥バス）「佐世保高等技術専門校前」バス停より徒歩すぐ

車
- 長崎県道139号佐世保鹿町線

## 周辺
- サンビレッジさざ
- JAライスセンター

## 関連事項
- 職業能力開発校
- 長崎県立長崎高等技術専門校